# Skills Challenge

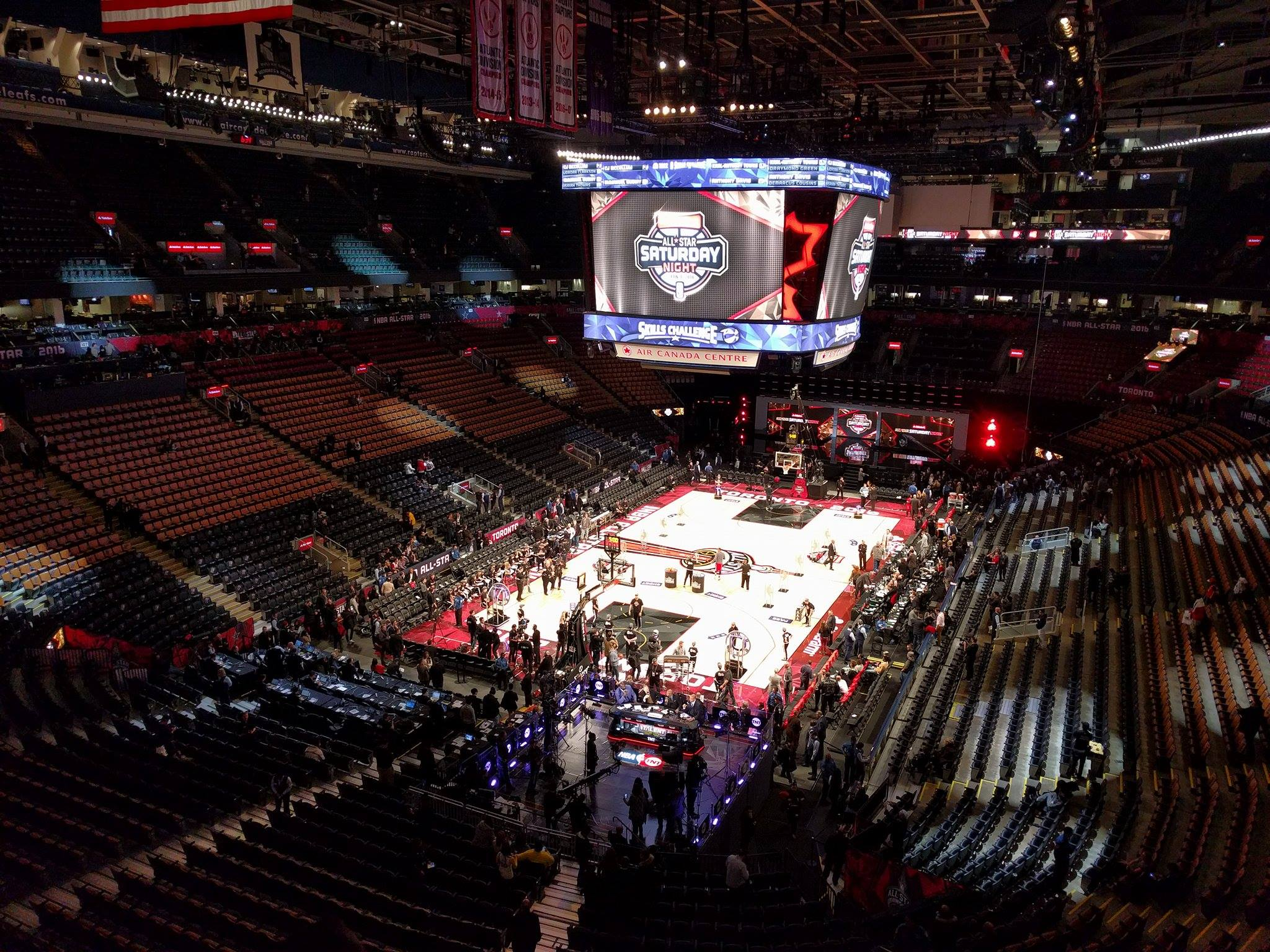
Konkurs Skills Challenge 2016 w Toronto.

Skills Challenge – zawody rozgrywane podczas NBA All-Star Weekend. Zostały przeprowadzone po raz pierwszy w trakcie Meczu Gwiazd w 2003.
Zawody odbywają się w dwóch rundach, podczas których zawodnik na czas musi z sukcesem wykonać drybling, podanie oraz rzut zgodnie z przepisami NBA. Dwóch najszybszych zawodników z pierwszej rundy spotyka się w finałowej drugiej rundzie.
Dwyane Wade jest jedynym zawodnikiem, któremu udało się obronić tytuł Skills Challenge. Rekord wykonania rundy, 25,5 s, należy do Derona Williamsa.

## Zwycięzcy

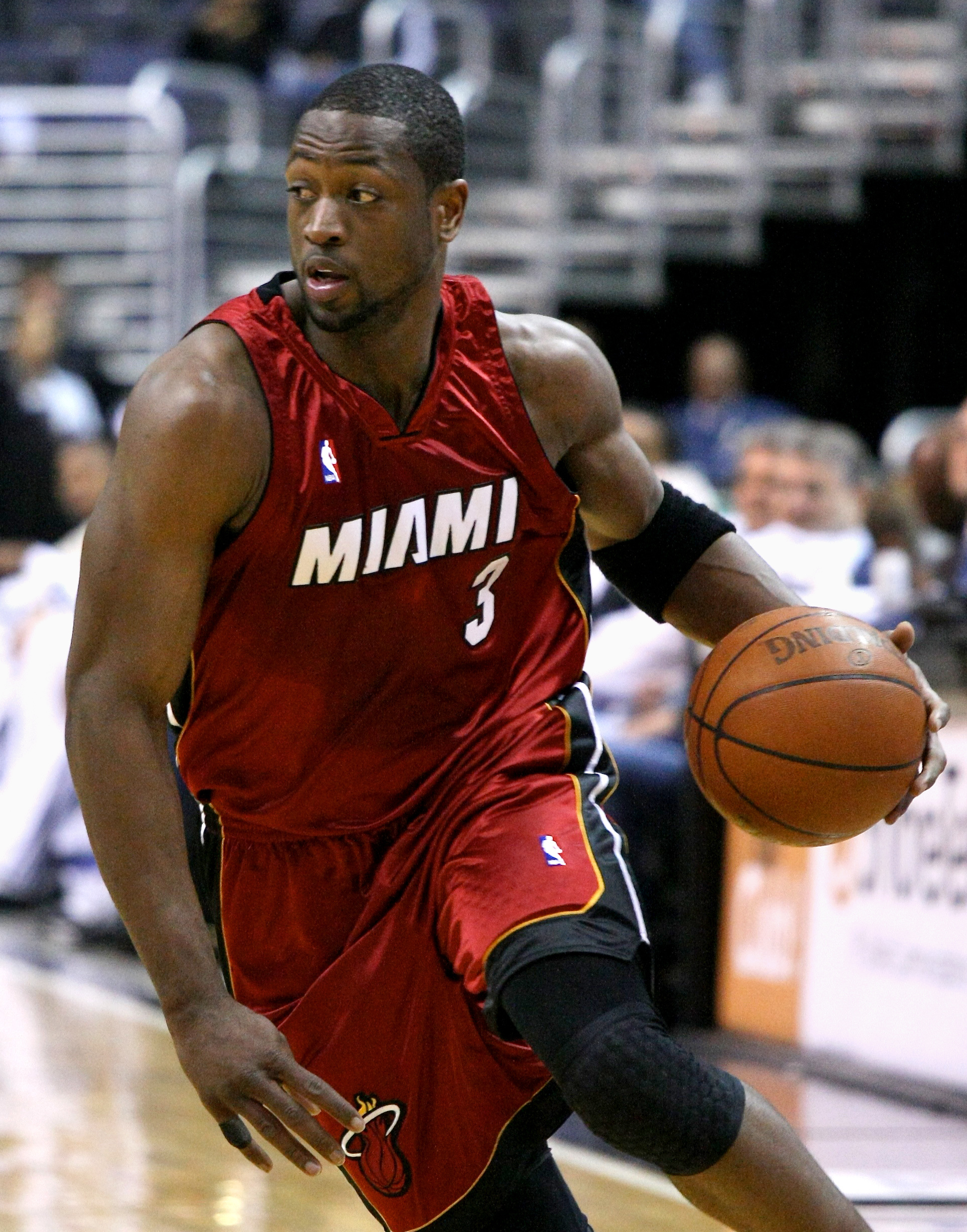
Dwukrotny zwycięzca konkursu Dwyane Wade.

| Rok  | Zawodnik                  | Drużyna                          | Czas      |
| ---- | ------------------------- | -------------------------------- | --------- |
| 2021 | Domantas Sabonis          | Indiana Pacers                   | –         |
| 2020 | Bam Adebayo               | Miami Heat                       | –         |
| 2019 | Jayson Tatum              | Boston Celtics                   | –         |
| 2018 | Spencer Dinwiddie         | Brooklyn Nets                    | –         |
| 2017 | Kristaps Porziņģis        | New York Knicks                  | –         |
| 2016 | Karl-Anthony Towns        | Minnesota Timberwolves           | –         |
| 2015 | Patrick Beverley          | Houston Rockets                  | –         |
| 2014 | Damian Lillard Trey Burke | Portland Trail Blazers Utah Jazz | 45,2 s    |
| 2013 | Damian Lillard            | Portland Trail Blazers           | 29,8 s    |
| 2012 | Tony Parker               | San Antonio Spurs                | 32,8 s    |
| 2011 | Stephen Curry             | Golden State Warriors            | 28,2 s    |
| 2010 | Steve Nash                | Phoenix Suns                     | 29,9 s    |
| 2009 | Derrick Rose              | Chicago Bulls                    | 35,3 s    |
| 2008 | Deron Williams            | Utah Jazz                        | 25,5 s ** |
| 2007 | Dwyane Wade               | Miami Heat                       | 26,4 s    |
| 2006 | Dwyane Wade               | Miami Heat                       | 26,1 s    |
| 2005 | Steve Nash                | Phoenix Suns                     | 25,8 s    |
| 2004 | Baron Davis               | New Orleans Hornets              | 31,6 s    |
| 2003 | Jason Kidd                | New Jersey Nets                  | 35,1 s    |

**Rekord

## Uczestnicy

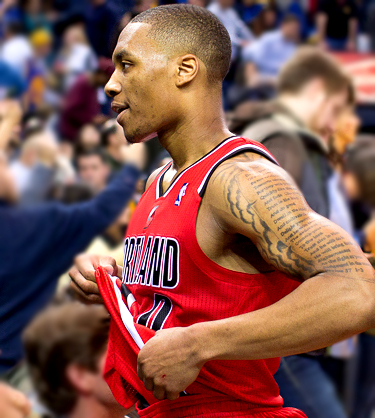
Zwycięzca z 2013 i 2014 roku Damian Lillard.

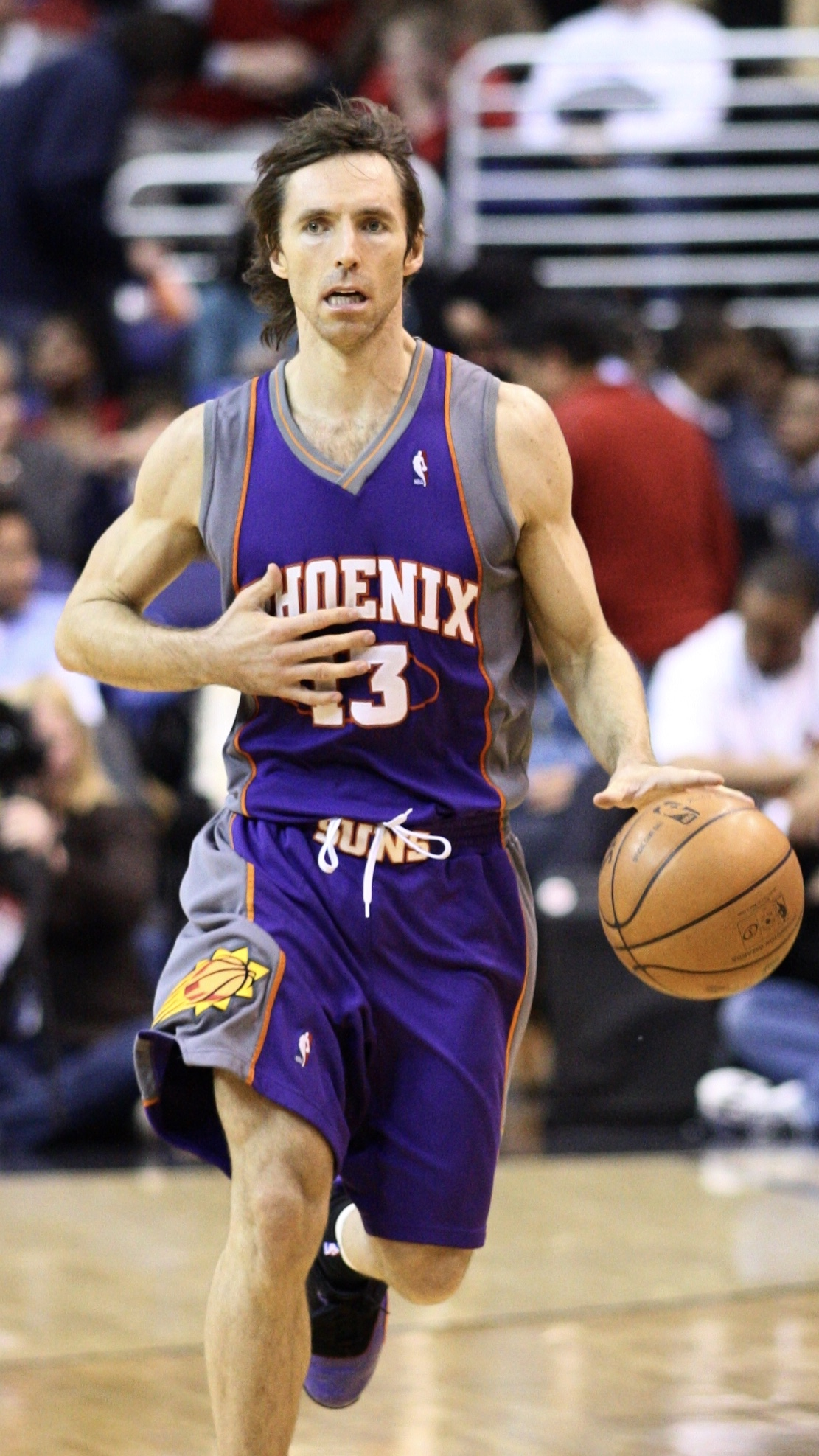
Zwycięzca z 2005 i 2010 roku Steve Nash.

W nawiasie cyfra określająca kolejny występ w konkursie tego samego zawodnika.

pogrubienie – oznacza zwycięzcę/zwycięzców zawodów.
2021
- (((Domantas Sabonis (2) vs. Julius Randle) vs. Luka Dončić (2))) vs. (((Nikola Vučević (2) vs. Robert Covington (2)) vs. Chris Paul (5)))

2020
- ((Spencer Dinwiddie (2) vs. Bam Adebayo), (Patrick Beverley (3) vs. Pascal Siakam)) vs. ((Shai Gilgeous-Alexander vs. Khris Middleton), (Jayson Tatum (2) vs. Domantas Sabonis))

2019
- ((Nikola Jokić (2) vs. Nikola Vučević), (Mike Conley Jr. vs. Jayson Tatum)) vs. ((De’Aaron Fox vs. Trae Young), (Luka Dončić vs. Kyle Kuzma))

2018
- (Al Horford vs. Joel Embiid (2)), (Kristaps Porziņģis (2)[a], Andre Drummond vs. Lauri Markkanen) vs. (Spencer Dinwiddie vs. Donovan Mitchell[b], Buddy Hield), (Jamal Murray vs. Lou Williams)

2017
- (Gordon Hayward vs. John Wall (4), Devin Booker vs. Isaiah Thomas (3)) vs. (DeMarcus Cousins (2) vs. Kristaps Porziņģis, Joel Embiid[c], Nikola Jokić vs. Anthony Davis (2))

2016
- (Jordan Clarkson vs. C.J. McCollum, Isaiah Thomas (2) vs. Patrick Beverley (2)[d], Emmanuel Mudiay) vs. (Draymond Green vs. Karl-Anthony Towns, DeMarcus Cousins vs. Anthony Davis)

2015
- (Isaiah Thomas vs. John Wall (3)[e], Patrick Beverley), (Michael Carter-Williams (2)[f], Robert Covington, Elfrid Payton vs. Jeff Teague (2)) vs. ((Trey Burke (2) vs. Brandon Knight (2)), (Jimmy Butler[g], Dennis Schröder vs. Kyle Lowry))[h]

2014
- Damian Lillard (2)/Trey Burke[i], DeMar DeRozan/Janis Andetokunmbo, Michael Carter-Williams/Victor Oladipo, Reggie Jackson/Goran Dragić

2013
- Damian Lillard, Jrue Holiday, Brandon Knight, Jeremy Lin, Tony Parker (4), Jeff Teague

2012
- Tony Parker (3), Rajon Rondo, Deron Williams (3), John Wall (2), Russell Westbrook (3), Kyrie Irving, Stephen Curry (2)[j]

2011
- Stephen Curry, Chris Paul (4), Derrick Rose (2), John Wall, Russell Westbrook (2)

2010
- Steve Nash (3), Deron Williams (2), Brandon Jennings, Russell Westbrook, Derrick Rose[k]

2009
- Derrick Rose, Devin Harris, Jameer Nelson[l], Mo Williams, Tony Parker (2)

2008
- Deron Williams, Chris Paul (3), Jason Kidd (2), Dwyane Wade (3)

2007
- Dwyane Wade (2), Kobe Bryant, LeBron James (2), Chris Paul (2)

2006
- Dwyane Wade, Chris Paul, LeBron James, Steve Nash (2)

2005
- Steve Nash, Luke Ridnour, Gilbert Arenas, Earl Boykins (2)

2004
- Baron Davis, Earl Boykins, Derek Fisher, Stephon Marbury (2)

2003
- Jason Kidd, Gary Payton, Stephon Marbury (2), Tony Parker